# Kevin Cossom
Kevin 'K.C.' Cossom (Filadélfia, 2 de Setembro de 1984) é um cantor, compositor e produtor musical norte-americano nascido em Filadélfia, Pensilvânia e criado em Orlando, Flórida. Cossom já escreveu material para uma variedade de artistas, incluindo Keri Hilson ("Knock You Down", com participação de Kanye West e Ne-Yo) e Mary J Blige. Ele está com um contrato assinado com a N.A.R.S./RCA Records, a editora discográfica da produtora Danja.
No momento, Cossom está a produzir o seu álbum de estúdio de estreia. O primeiro single, "Baby I Like It," tem a participação de Diddy e Fabolous.

## Discografia
Extended plays
- Hook vs. Bridge (2009)
- Hook vs. Bridge II (2012)

Mixtapes
- By Any Means (2011)

### Como compositor e co-produtor
| Canção            | Artista(s)                                          | Álbum                                       | Ano  |
| ----------------- | --------------------------------------------------- | ------------------------------------------- | ---- |
| "Jump"            | Rihanna                                             | Unapologetic                                | 2012 |
| "Rich Forever"    | Rick Ross com participação de John Legend           | God Forgives, I Don't                       | 2012 |
| "I Care for U"    | Usher                                               | Looking 4 Myself                            | 2012 |
| "No Condition"    | Mary J. Blige                                       | My Life II... The Journey Continues (Act 1) | 2011 |
| "Take It and Run" | Joe Jonas                                           | Fastlife                                    | 2011 |
| "Not Right Now"   | Joe Jonas                                           | Fastlife                                    | 2011 |
| "All This Time"   | Joe Jonas                                           | Fastlife                                    | 2011 |
| "Love Slayer"     | Joe Jonas                                           | Fastlife                                    | 2011 |
| "So Good"         | Keri Hilson                                         | No Boys Allowed                             | 2011 |
| "Victory"         | DJ Khaled com participação de Nas & John Legend     | Victory                                     | 2010 |
| "My Time"         | Fabolous com participação de Jeremih                | Loso's Way                                  | 2009 |
| "Love Somebody"   | Ace Hood com participação de Jeremih                | Ruthless                                    | 2009 |
| "Overtime"        | Ace Hood com participação de T-Pain and Akon        | Ruthless                                    | 2009 |
| "Knock You Down"  | Keri Hilson com participação de Kanye West & Ne-Yo  | In a Perfect World...                       | 2009 |
| "One"             | Fat Joe com participação de T-Pain & Akon           | Jealous Ones Still Envy 2 (J.O.S.E. 2)      | 2009 |
| "What I Do"       | Chris Brown com participação de Plies               | Graffiti                                    | 2009 |
| "Tonight"         | Mary J. Blige                                       | Stronger with Each Tear                     | 2009 |
| "Headboard"       | Hurricane Chris com participação de Mario & Plies   | Unleashed                                   | 2009 |
| "Lay Back"        | Rick Ross com participação de Robin Thicke          | Deeper Than Rap                             | 2009 |
| "Give It To 'Em"  | Akon                                                | N/A                                         | 2009 |
| "Speedin'"        | Rick Ross com participação de R. Kelly              | Trilla                                      | 2008 |
| "Cash Flow"       | Ace Hood com participação de T-Pain & Rick Ross     | Gutta                                       | 2008 |
| "#1 Fan"          | Plies com participação de Keyshia Cole & J. Holiday | Definition of Real                          | 2008 |
| "Professional"    | Young Steff                                         | N/A                                         | 2008 |
| "Liar Liar"       | Girlicious com participação de Flo Rida             | Girlicious                                  | 2008 |
| "All the Above"   | Beanie Sigel com participação de R. Kelly           | The Solution                                | 2007 |
| "No Clothes On"   | Trey Songz                                          | Trey Day                                    | 2007 |
| "Go Getta"        | Young Jeezy com participação de R. Kelly            | The Inspiration: Thug Motivation 102        | 2006 |

## Como compositor e artista convidadp
| Ano  | Canção                   | Outros artistas                                                                                      | Álbum                                     |
| ---- | ------------------------ | --- | ----------------------------------------- |
| 2007 | "Won't Let You Down"     | Chamillionaire                                                                                       | Ultimate Victory                          |
| 2008 | "That's My Money"        | Rocko                                                                                                | Self Made                                 |
| 2008 | "Say Cheese"             | Vários intérpretes                                                                                   | Step Up 2: The Streets                    |
| 2008 | "Man Right Here"         | Attitude                                                                                             | Time Is Money                             |
| 2008 | "Go Ahead"               | DJ Khaled com participação de Vários intérpretes                                                     | We Global                                 |
| 2008 | "Big Time"               | E-40                                                                                                 | The Ball Street Journal                   |
| 2009 | "Usual Suspects"         | Rick Ross com participação de Nas                                                                    | Deeper Than Rap                           |
| 2010 | "Picture Phone Foreplay" | Sheek Louch                                                                                          | Donnie G: Don Gorilla                     |
| 2010 | "On My Way"              | DJ Khaled com participação de Ace Hood, Bali, Desloc, BallGreezy, Rum, Iceberg, Gunplay & Young Cash | Victory                                   |
| 2011 | "Feeling Myself"         | Pusha T                                                                                              | Fear of God e Fear of God II: Let Us Pray |
| 2011 | "Memory Lane"            | Ace Hood                                                                                             | Blood, Sweat & Tears                      |
| 2011 | "Beautiful"              | Ace Hood                                                                                             | Blood, Sweat & Tears                      |
| 2011 | "Words of Advice"        | DJ Drama com participação de Lil Wayne & Mack Maine                                                  | Third Power                               |
| 2012 | "Lottery"                | Ace Hood                                                                                             | Body Bag Vol. 2                           |
| 2012 | "Loving Me Now"          | Ariez Onasis                                                                                         | The Heartbreak Kid                        |
| 2013 | "Triple Up"              | Jigg                                                                                                 | HighGrade 2                               |
| 2013 | "Motive"                 | Ace Hood                                                                                             | Starvation 2                              |
| 2013 | "Jump"                   | Rihanna                                                                                              | Unapologetic                              |
| 2013 | "Talk a Good Game"       | Kelly Rowland                                                                                        | Talk a Good Game                          |
| 2013 | "No Regrets"             | Pusha T, Young Jeezy                                                                                 | My Name Is My Name                        |